# Мозамбикский эскудо
Мозамбикский эскудо (порт. Escudo de Moçambique) — денежная единица португальского владения Мозамбик в 1914—1975 годах и независимого Мозамбика в 1975—1980 годах.

## История
Декретом правительства Португалии от 18 сентября 1913 года № 141 с 1 января 1914 года на португальские колонии (Кабо-Верде, Португальская Гвинея, Сан-Томе и Принсипи, Ангола и Мозамбик) было распространено действие декрета от 22 мая 1911 года о введении вместо реала новой денежной единицы — эскудо (1000 реалов = 1 эскудо).
Выпуск новых банкнот начат в 1914 году, монет — в 1935 году. Банкноты и монеты в реалах продолжали использоваться в обращении и постепенно заменялись денежными знаками в эскудо и сентаво.
В отличие от других африканских колоний Португалии, банкноты в Мозамбике выпускал не только Национальный заморский банк. В 1916 году по просьбе Компании Мозамбика Национальный заморский банк дал согласие на открытие банка в Бейра. Банк, получивший право эмиссии банкнот, начал операции и выпуск банкнот в 1919 году. В 1929 году право эмиссии было предоставлено непосредственно Компании Мозамбика, создавшей для этого Эмиссионную кассу. Выпуск банкнот компании начат в 1931 году. В 1919—1922 годах выпускались также муниципальные денежные знаки.
Подписанное 7 сентября 1974 года в Лусаке соглашение между португальским правительством и ФРЕЛИМО предусматривало создание в Мозамбике центрального банка и передачу ему активов и пассивов отделения Национального заморского банка. 14 мая 1975 года принят закон, наделивший переходное правительство правом создания центрального банка Мозамбика. 17 мая 1975 года принято постановление правительства о создании Банка Мозамбика. Постановлением от 26 сентября 1977 года отменена привязка мозамбикского эскудо к португальскому. В 1978 году отделение Национального заморского банка прекратило работу. Денежной единицей до 1980 года оставался мозамбикский эскудо.
16 июня 1980 года введена новая денежная единица — мозамбикский метикал, обмен производился 1:1.

## Монеты и банкноты
Чеканились монеты в 10, 20, 50 сентаво, 1, 21⁄2, 5, 10, 20 эскудо.
Выпускались банкноты:
- Национального заморского банка: 10, 20, 50 сентаво, 1, 21⁄2, 5, 10, 20, 50, 100, 500, 1000 эскудо;
- Банка Бейры: 10, 20, 50 сентаво, 1 эскудо;
- Банка Бейры с надпечаткой «Компания Мозамбика»: 10, 20, 50 сентаво, 1 эскудо;
- Компании Мозамбика: 10, 20, 50 сентаво, 1 эскудо[3].

В 1976—1980 годах банкноты Национального заморского банка в 50, 100, 500 и 1000 эскудо выпускались с надпечаткой «Banco de Moçambique».
| Серия 1950—1980 года | Серия 1950—1980 года | Серия 1950—1980 года | Серия 1950—1980 года | Серия 1950—1980 года | Серия 1950—1980 года            | Серия 1950—1980 года           | Серия 1950—1980 года | Серия 1950—1980 года |
| Изображение          | Изображение          | Номинал (эскудо)     | Размеры (мм)         | Основные цвета       | Описание                        | Описание                       | Год печати           |                      |
| Лицевая сторона      | Оборотная сторона    | Номинал (эскудо)     | Размеры (мм)         | Основные цвета       | Лицевая сторона                 | Оборотная сторона              | Год печати           |                      |
| -------------------- | -------------------- | -------------------- | -------------------- | -------------------- | ------------------------------- | ------------------------------ | -------------------- | -------------------- |
|                      |                      | 50                   | 160×80               | серый                | Эдуардо Коста                   | Вход в форт Сан-Себастьян      | 1950 1958            |                      |
|                      |                      | 50                   | 160×80               | серый                | Жуан де Азеведу Коутиньо        | Номинал                        | 1970 1976            |                      |
|                      |                      | 100                  | 165×85               | красный              | Айрес де Орнелас                | Вход в форт Сан-Себастьян      | 1950 1958            |                      |
|                      |                      | 100                  | 150×80               | синий                | Гагу Коутинью и Сакадура Кабрал | Гагу Коутинью и секстант       | 1972                 |                      |
|                      |                      | 100                  | 165×85               | зелёный              | Айрес де Орнелас                | Номинал                        | 1961 1970 1976       |                      |
|                      |                      | 500                  |                      | фиолетовый           | Гагу Коутинью                   | Сакадура Кабрал                | 1972                 |                      |
|                      |                      | 500                  | 170×90               | фиолетовый           | Кальдас Ксавьер                 | Номинал                        | 1953 1958 1967 1976  |                      |
|                      |                      | 1000                 | 175×95               | синий                | Мусиньо де Альбукерке           | Номинал                        | 1953                 |                      |
|                      |                      | 1000                 | 175×95               | оранжевый            | Д. Афонсу V                     | Женщина и корабли              | 1972                 |                      |
|                      |                      | 1000                 | 170×85               | зелёный              | Гагу Коутинью                   | Гагу Коутинью, Сакадура Кабрал | 1972 1976            |                      |